# Ludicolo
Ludicolo (japanski: ルンパッパ Runpappa) jedan je od 1025 fiktivnih vrsta Pokémona iz medijske franšize Pokémon, skupa Pokémon videoigara, animiranih serija, manga stripova, knjiga, igraćih karata i drugih medija kojima je tvorac Satoshi Tajiri. Svrha je Ludicola u videoigrama, animiranoj seriji i manga stripovima, kao i svrha ostalih Pokémona, borba s divljim Pokémonima – neukroćenim stvorenjima koje igrači i likovi pronalaze dok kreću na razne avanture – i pripitomljenim Pokémonima drugih Pokémon trenera.
Ludicolovo ime dolazi od engleskih riječi "ludicrous" = veseo, smiješan, i vrste voća imena colocynth; vitičastog čokota na kojem raste žuto voće sa zelenim pjegama veličine malenog limuna. Dio "Ludi" može potjecati od latinske riječi za igru. Ludicolo obožava plesati, što se može na neki način povezati s igrom. Dio "Colo", što je anagram španjolske riječi "loco", označava riječ lud, luckast. Njegovo japansko ime kombinacija je riječi Rumba = vrsta ritmičnog plesa, i Kappa = japansko mitološko biće. Šešir na Ludicolovoj glavi nalik je vodom ispunjenim udubinama na glavi Kappe.

## Biološke karakteristike
Ludicolo izgleda poput velike dvonožne tropske biljke. Prekriven je žućkastosmeđim krznom, a na glavi nosi lopoč koji podsjeća na meksički šešir sombrero, s malim ananasom koji raste iz sredine. Kao i njegov cijeli evolucijski lanac, ima pačji kljun. Ima kratke i zdepaste noge te njegove kretnje podsjećaju na geganje patke. Za razliku od svog prijašnjeg oblika Lombrea, Ludicolo ima ruke koje više podsjećaju na ljudske, bez pandža.
Ludicolo može crpiti energiju iz vesele i ritmične glazbe. Nakon što čuje takvu glazbu, npr. tijekom festivala ili planinskih ekspedicija, Ludicolo izlazi na otvoreno i počne plesati u ritmu glazbe. U borbi, Ludicolo pokazuje slično neumorno ponašanje, ne uzmičući ni od mnogo većih i snažnijih protivnika.
Uzrok ovog fenomena jest taj da zvučni valovi vesele glazbe stimuliraju Ludicolove stanice čineći ih mnogo moćnijim.

## U videoigrama
Ludicola se ne može pronaći u divljini. Kako bi ga igrač dobio, mora upotrijebiti Vodeni kamen na Lombreu. Zbog toga, Ludicolova dostupnost direktno ovisi o dostupnosti Lombrea. Trenutak evolucije izravno ovisi i o igraču, te ga mora izabrati s oprezom, jer nakon evolucije Ludicolo ne može naučiti niti jedan novi napad prirodnim putem.
Ludicolo je Vodeni/Travnati Pokémon, što je veoma korisna kombinacija jer poništava njegove slabosti oba tipa (Električne i Travnate za Vodeni tip, i Vatreni i Ledeni za Travnati tip). Njegovi Special Attack i Special Defense veoma su dobri, ali ostatak statusa jednostavno je prosječan za Pokémona 2. Stupnja.
Snažni Travnati i Vodeni napadi, kao što su Surfanje (Surf) i Giga isušivanje (Giga Drain), često se koriste. Ples kiše (Rain Dance) isto tako veoma je koristan, jer povećava Ludicolove Vodene napade istodobno povećavajući njegovu brzinu, ako posjeduje Hitro plivanje (Swift Swim) ili ga lagano oporavlja ako ima sposobnost Vodenog ispiranja (Rain Dish). Ludicolo može koristiti još mnogo napada da bi se još lakše oporavljao od uzrokovane štete kao što su Zametak pijavice (Leech Seed) i Giga isušivanje istodobno držeći Ostatke (Leftovers), što mu dopušta da poništi čak i značajnu štetu protivnikovih napada. Najčešći i najbolji način kako pobijediti Ludicola jest napasti ga snažnim Letećim napadima koristeći Pokémona poput Swellowa. Venusaur je još jedan dobar izbor, jer je imun na Zametak pijavice, i može uzrokovati veliku štetu na Ludicola Muljevitom bombom (Sludge Bomb) zbog Ludicolove slabosti na Otrovne napade i zbog njegovog niskog Defense statusa.
Ludicolo je jedan od snažnijih "tankera" u Pokémon videoigrama. Set tehnika kao što je Zametak pijavice, Giga isušivanje, Ples kiše i Surfanje sa sposobnošću Vodenog ispiranja čini ovog Pokémona gotovo nezaustavljivim, osim ako mu se igrač ne suprotstavi sa snažnim Letećim ili Otrovnim Pokémonom.  

## U animiranoj seriji
Ludicolo je jedan od Pokémona koje Brock koristi u svom timu, što je ironija jer je trener koji koristi Kamene Pokémone, protiv kojih su snažni i Vodeni i Travnati Pokémoni. Imao ga je otkada je bio Lotad. Ludicolo je veoma veseo i često ga se može vidjeti kako bezbrižno pleše. 
Ludicolovo prvo pojavljivanje bilo je u epizodi u kojoj je pripadao Meksičkom treneru Ponchou. Društvo je vidjelo Ludicola dok su ručali. Nakon što je ručak završio, Ash se borio protiv Ludicola i Ponchoa koristeći svog Corphisha. Ludicolo je odnio pobjedu.